# Thalos
El Thalos es un río ficticio que en El Silmarillion, obra póstuma del escritor británico J. R. R. Tolkien, es el segundo de los seis afluentes que fluyen al Gelion en Ossiriand desde las Montañas Azules, empezando a contarlos desde el norte, es decir desde aguas arriba, entre el Ascar y el Legolin.

## Llegada de los hombres a Occidente
El valle del río Thalos es importante en la historia ficticia de los hombres en el legendarium de Tolkien. Después de algo más de trescientos años desde la llegada de los noldor a Beleriand, Finrod Felagund durante una cacería junto a Maglor y Maedhros, hijos de Fëanor, decidió dirigirse hacia el norte de Ossiriand. En un valle, bajo las fuentes del Thalos, vio por primera vez a los primeros hombres que llegaban a Occidente, miembros de la Casa de Bëor, allí acampados.